# اچ‌ام‌اس منچستر (دی۹۵)
اچ‌ام‌اس منچستر (دی۹۵) (به انگلیسی: HMS Manchester (D95)) یک کشتی بود که طول آن ۱۴۱ متر (۴۶۲ فوت ۷ اینچ) بود. این کشتی در سال ۱۹۸۰ ساخته شد.